# Weiyang (Yangzhou)
Weiyang (chinesisch 维扬区, Pinyin Wéiyáng Qū) war ein Stadtbezirk in der chinesischen Provinz Jiangsu. Er gehörte zum Verwaltungsgebiet der bezirksfreien Stadt Yangzhou. Weiyang hatte eine Fläche von 87 km² und zählte ca. 280.000 Einwohner (2004). Am 22. Oktober 2011 wurde er aufgelöst und dem Stadtbezirk Hanjiang angegliedert. 

## Administrative Gliederung
Auf Gemeindeebene setzte sich der Stadtbezirk aus zwei Straßenvierteln, einer Großgemeinde und drei Gemeinden zusammen. 